# Nissan Fairlady Z
Nissan Fairlady Z (яп. 日産・フェアレディZ) — серія японських спортивних автомобілів, що випускаються компанією Nissan. Перший Z-кар був проданий в жовтні 1969 року в Японії як Nissan Fairlady Z. Експортні версії продавалися як Datsun 240Z. З 2022 року компанія Nissan випускає новий автомобіль Nissan Z. Всього виготовлено 1 535 000 автомобілів Nissan Fairlady Z.
Ранні моделі Fairlady Z будувалися на заводі в Хірацука до 2000 року, пізні моделі (350Z і 370Z) будувалися в Йокосуке (2002-2004) і Тотігі (з 2004 року). Автомобілі виділяються своїм зовнішнім виглядом, надійністю, потужністю і доступністю. В Японії ці автомобілі продавалися як Fairlady Z, в інших країнах під назвами Nissan S30, Nissan S130, Nissan 300ZX, Nissan 350Z, Nissan 370Z і Nissan Z.

## Перше покоління: Nissan Fairlady Z і Datsun 240Z, 260Z, 280Z

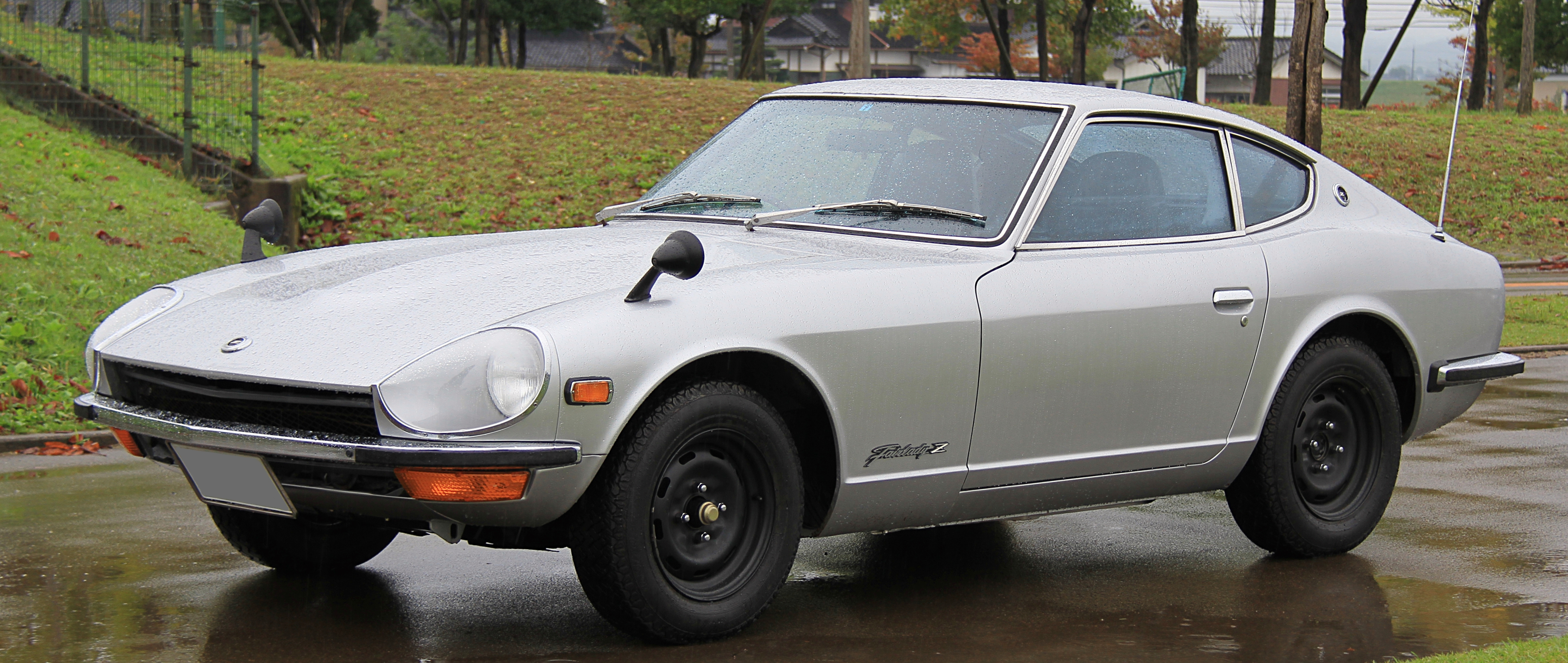
Nissan Fairlady Z

Продажі автомобілів Nissan Z (внутрішні позначення S30 або Z29) почалися в жовтні 1969 року (для 1970 модельного року) з окремими версіями для ринків Японії та США. Японська Fairlady Z мала 2,0-літровий шестициліндровий двигун SOHC L20A потужністю 130 к.с. (97 кВт), тоді як американський Datsun 240Z був оснащений 2,4-літровим L24 І6 з подвійними карбюраторами Hitachi SU, які розвивали 151 к.с. (113 кВт). (загальна потужність SAE). Третій Z, Z432 (PS30), поділився продуктивною версією двигуна DOHC 2,0 л S20 з Nissan Skyline 2000 GT-R.

## Друге покоління: Nissan Fairlady 280ZX (S130/Z30)

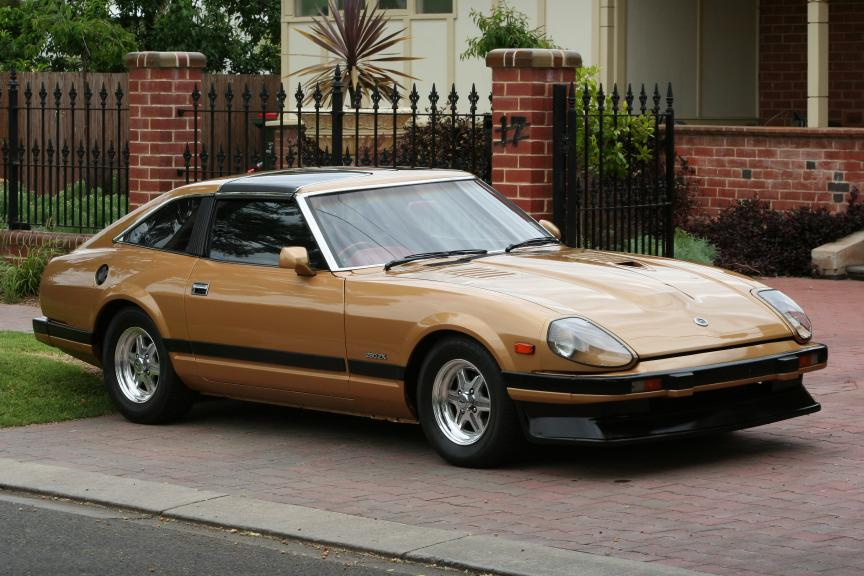
Datsun 280ZX

Відомий на експортних ринках як Datsun/Nissan 280ZX, автомобіль продовжував використовувати назву «Fairlady» на внутрішньому ринку Японії, де також були доступні 2-літрові рядні шестициліндрові двигуни, які вперше були представлені в 1978 році. Того ж року основний конкурент Toyota представила Supra як відповідь на нову Fairlady, хоча вона також продовжувала випускати Celica, на якій вона була заснована.

## Третє покоління: Nissan 300ZX (Z31, перша модель)

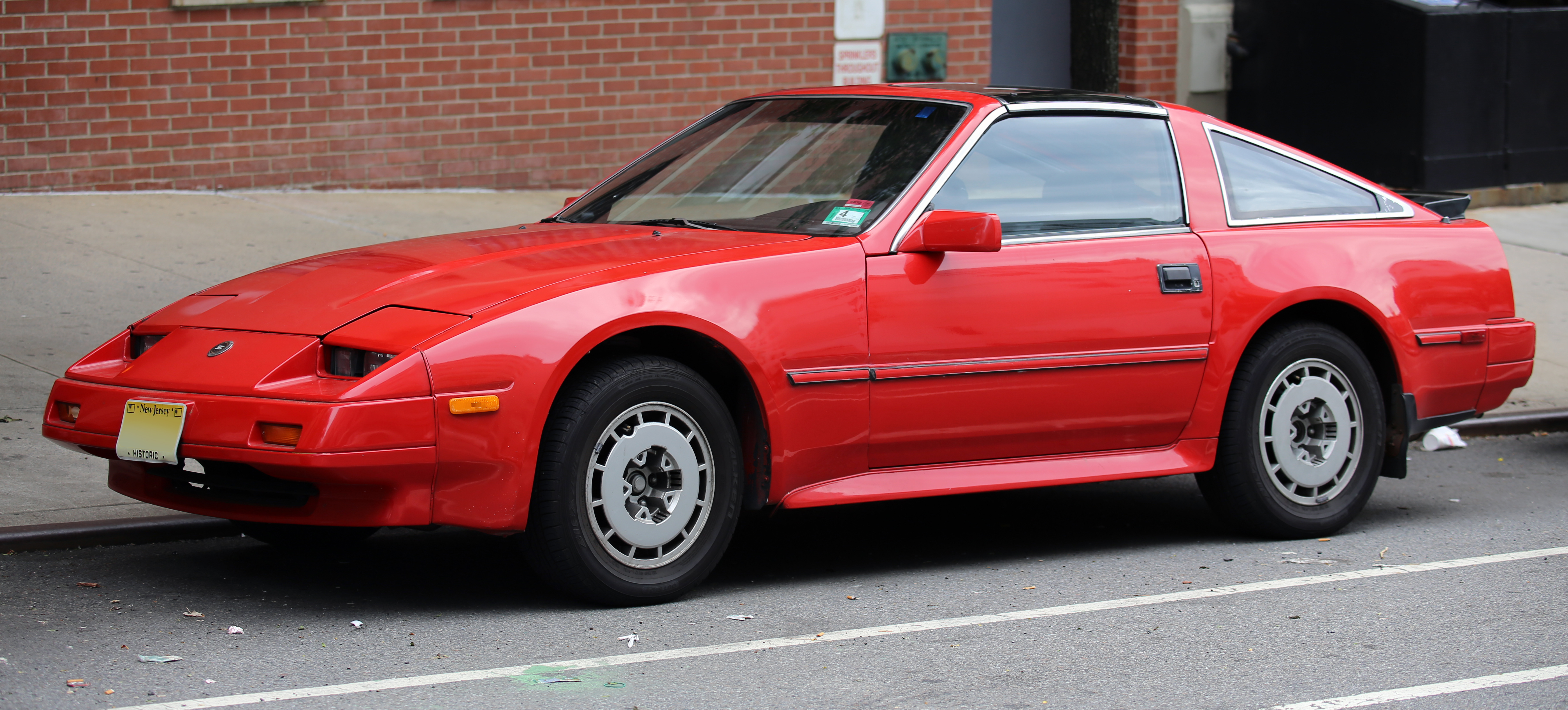
Nissan 300ZX (Z31)

У 1984 році автомобіль Z був повністю перероблений і представив нову серію 3,0-літрового двигуна V6 від Nissan, який отримав назву серії VG. Той самий двигун використовувався в Electramotive (згодом став NPTI) GTP ZX-Turbo, який домінував у гонках IMSA GTP у 1988 та 1989 роках. Вони були доступні як у атмосферних, так і в VG30ET формах з турбонаддувом VG30E і потужністю 160 та 200 к.с. відповідно, хоча деякі Z-автомобілі VG30ET, що експортуються за межі США, виробляли 228 кінських сил через більшу тривалість роботи кулачків і менші обмеження на викиди. Вони були продемонстровані у новому витонченому клиноподібному стилі та отримали нову назву, 300ZX. Як і його попередник, він виявився надзвичайно популярним і став другим найбільш продаваним Z-автомобілем в історії, продавши понад 70 000 одиниць, частково не тільки завдяки своєму новому стилю, але й ще більше додатковим функціям розкоші та високій продуктивності. Коли 300ZX Turbo був випущений в Японії, він пропонував найвищий HP, доступний у стандартному японському серійному автомобілі на той час.

## Четверте покоління: Nissan 300ZX (Z32, друга модель)

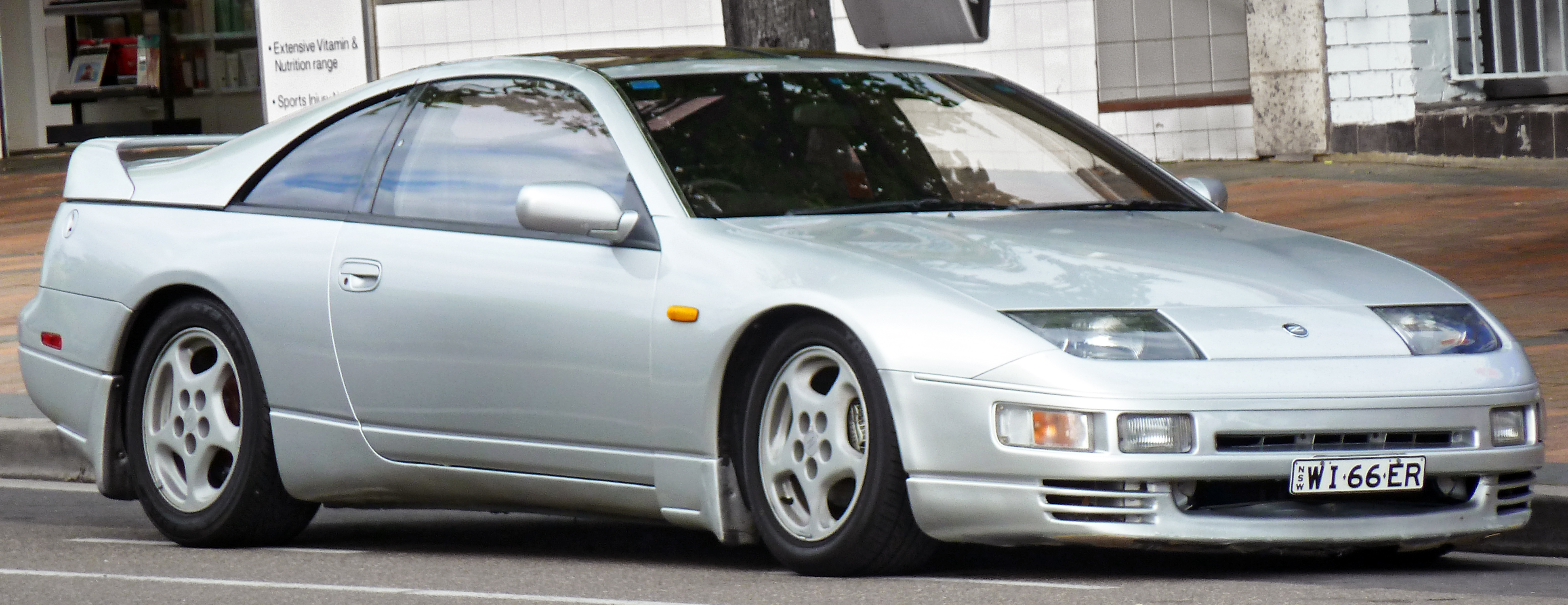
Nissan 300ZX (Z32)

Єдине, що залишилося незмінним у порівнянні з попереднім поколінням 300ZX, це 3,0-літровий двигун V6, який тепер має подвійний розподільний вал (DOHC), змінну фазу газорозподілу (VVT) і розвиває номінальну потужність 222 к.с. (166 кВт) і 268 Нм без наддува. Турбоваріант був оновлений подвійними турбокомпресорами Garrett і подвійними проміжними охолоджувачами. Це дало 300 к.с. (220 кВт) і 384 Нм крутного моменту. Повідомлялося про 0-60 разів по 5,0-6,0 секунди, і його максимальна швидкість становила 155 миль на годину (249 км/год).

## П'яте покоління: Nissan 350Z (Z33)

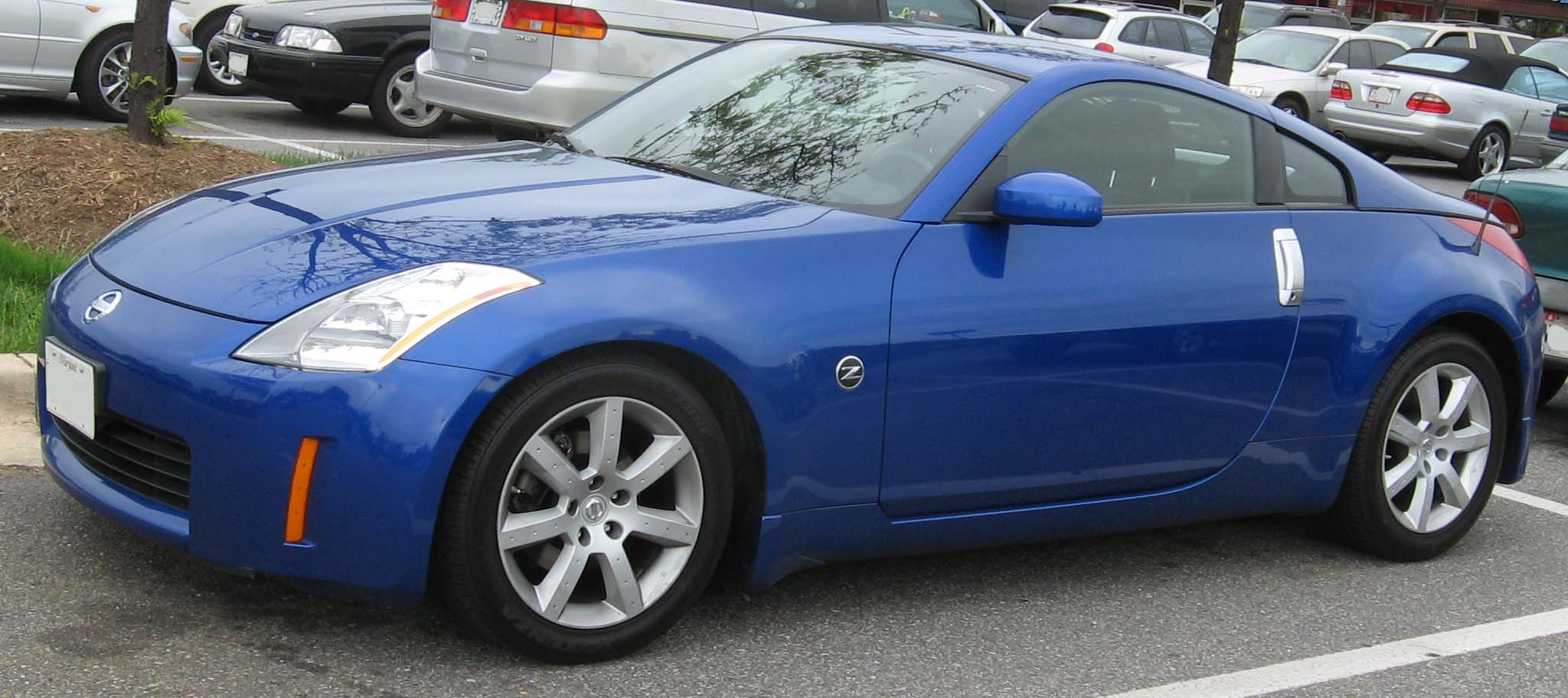
Nissan 350Z (Z33)

У 1999 році французька компанія Renault купила 44,4% акцій Nissan, і Карлос Гон став її головним операційним директором, але лише в 2001 році, коли Гон став генеральним директором, він сказав журналістам: «Ми побудуємо Z. І ми зробимо це вигідно».
8 січня 2001 року компанія Nissan представила концепт Z. Як і попередній концепт Z, він дебютував на Північноамериканському міжнародному автосалоні і був пофарбований в яскраво-помаранчевий колір. Приземкуватість, довгий капот/коротка палуба стала результатом конкуренції між японськими, європейськими та американськими дизайнерськими студіями Nissan, а дизайн студії La Jolla, Каліфорнія, був обраний у березні 2000 року. Розробники продукту сподівалися уникнути проблем з ціною, які протягом останніх кількох років мали 300ZX з цільовою MSRP в 30 000 доларів, використовуючи Porsche Boxster як еталон.

## Шосте покоління: Nissan 370Z (Z34)

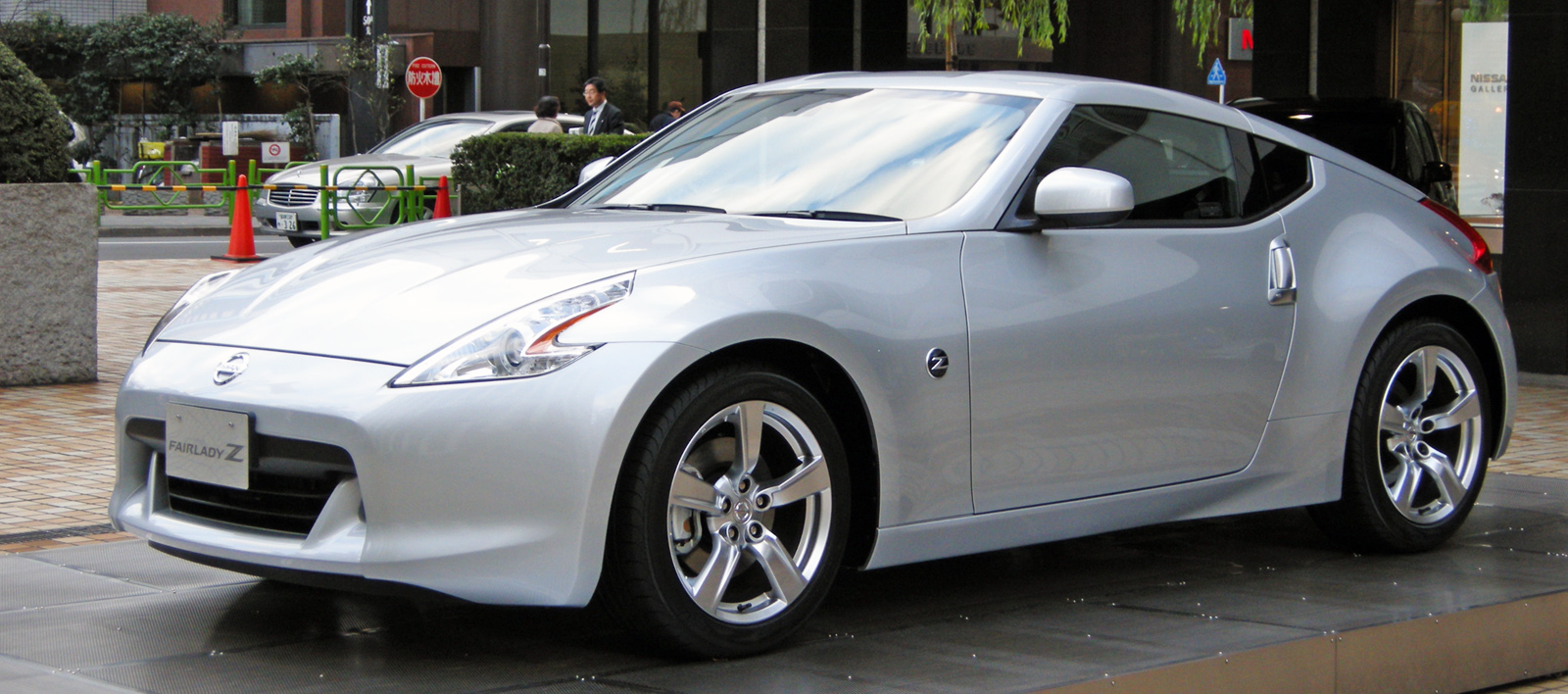
Nissan 370Z (Z34)

30 грудня 2008 року 370Z був представлений як модель 2009 року. У червні 2009 року дебютував друге покоління Nismo 370Z 2009 року. Після цього наприкінці літа 2009 року був представлений родстер 2010 370Z.

## Сьоме покоління: Nissan Z (RZ34)
Автомобіль Nissan Z сьомого покоління дебютував 18 серпня 2021 року в Нью Йорку і отримало двигун 3.0 VR30DDTT потужністю 405 к.с. і 9-ст. АКПП Mercedes-Benz 9G-Tronic, виробництва Jatco або 6-ст. МКПП. Передня підвіска - на подвійних поперечних важелях, задня - незалежна багатоважільна. Габарити автомобіля: довжина - 4379 міліметрів, ширина - 1844 висота - 1316 міліметрів.

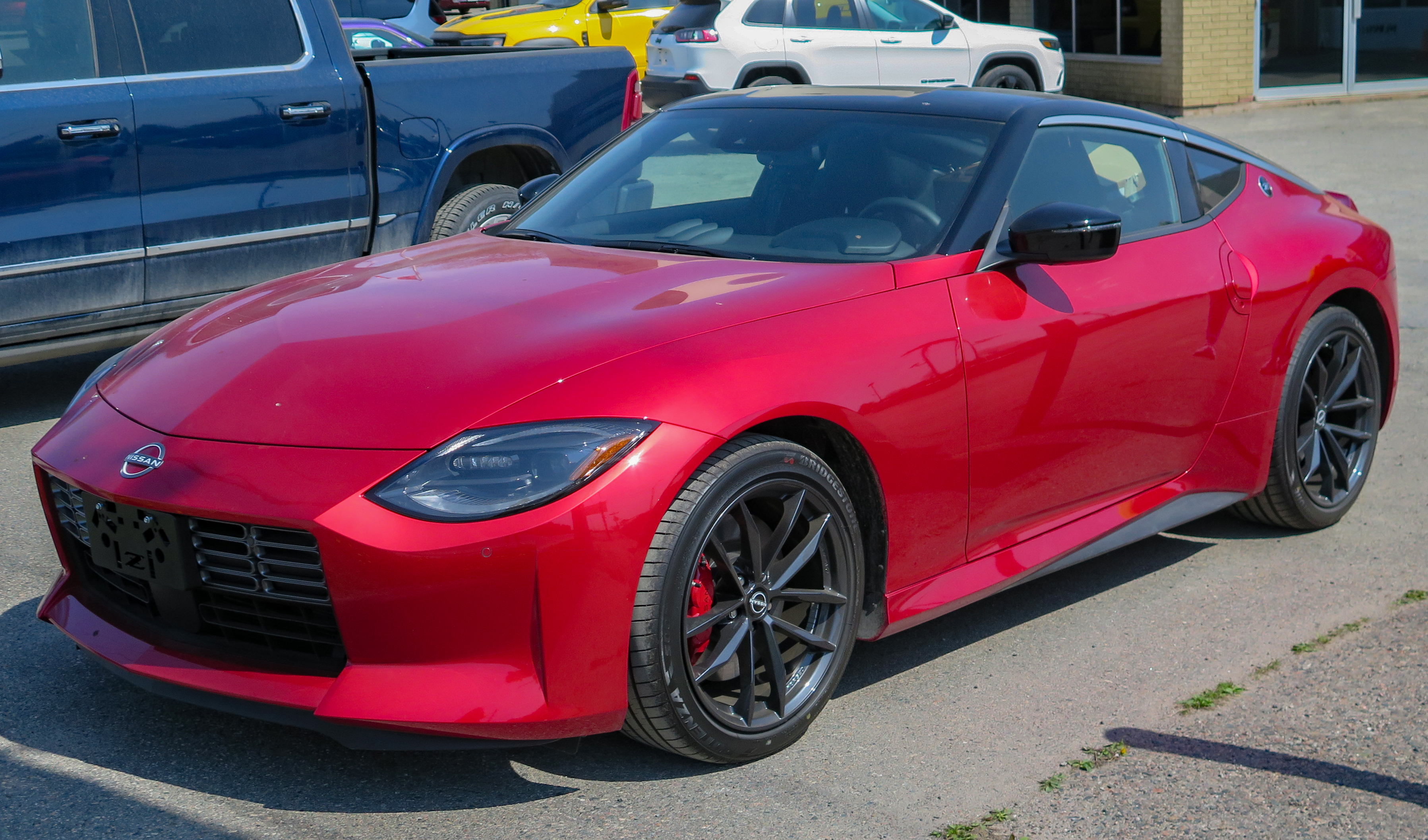
Nissan Z (RZ34)

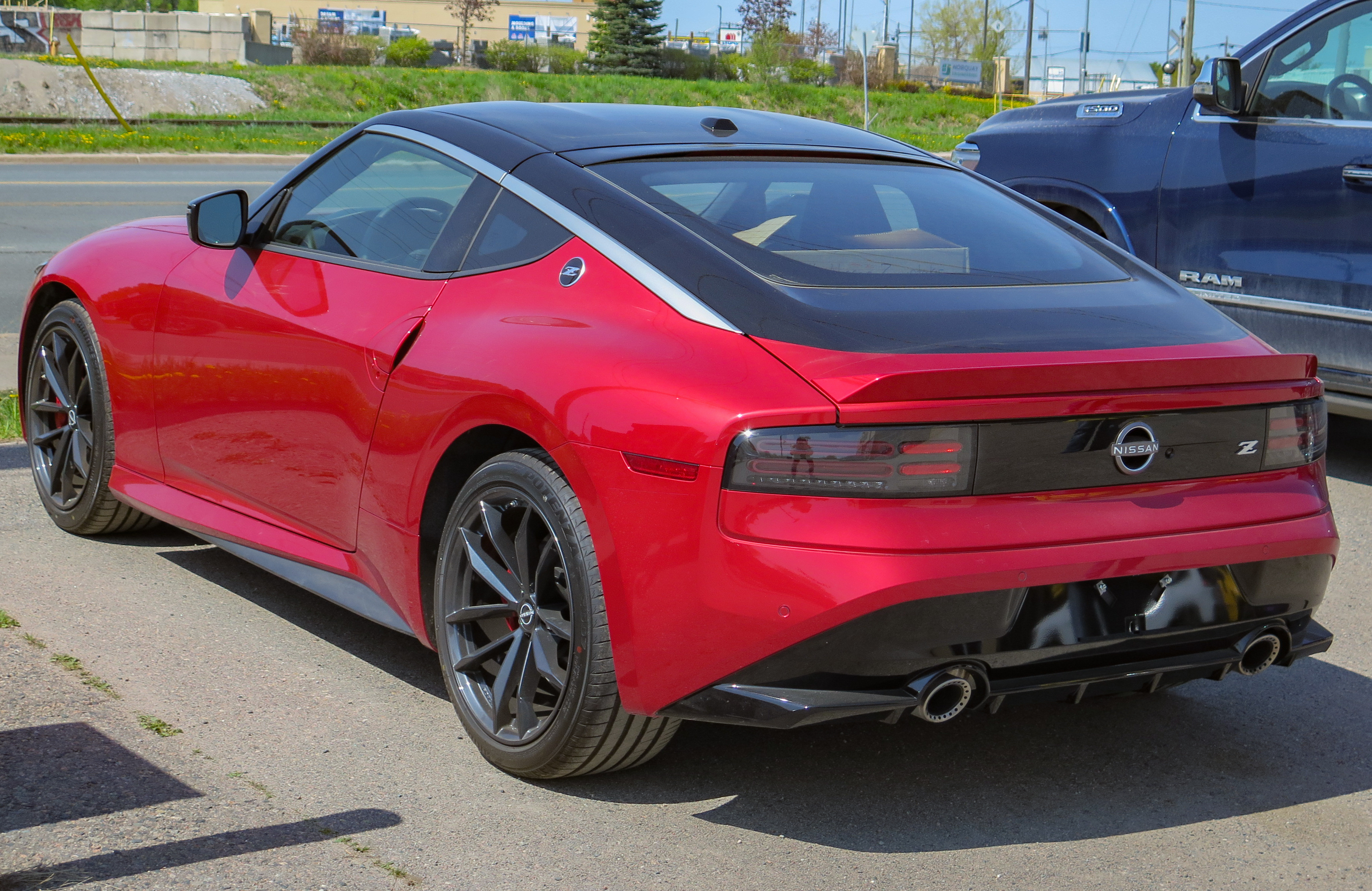
Nissan Z (RZ34)

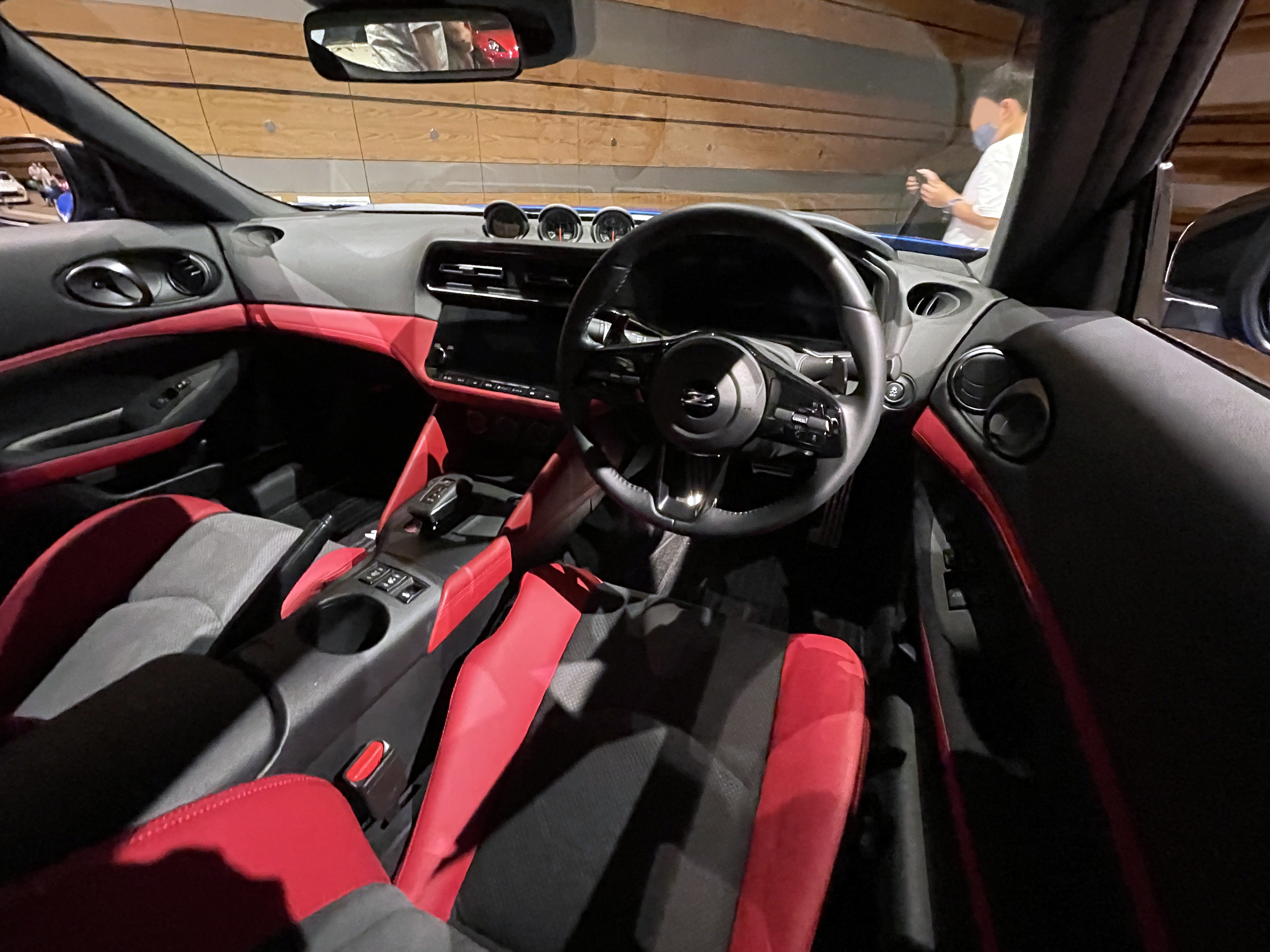

В продажу (спочатку в США) новий Nissan Z поступить весною 2022 року. Основним конкурентом моделі буде Toyota Supra.

### Z GT500

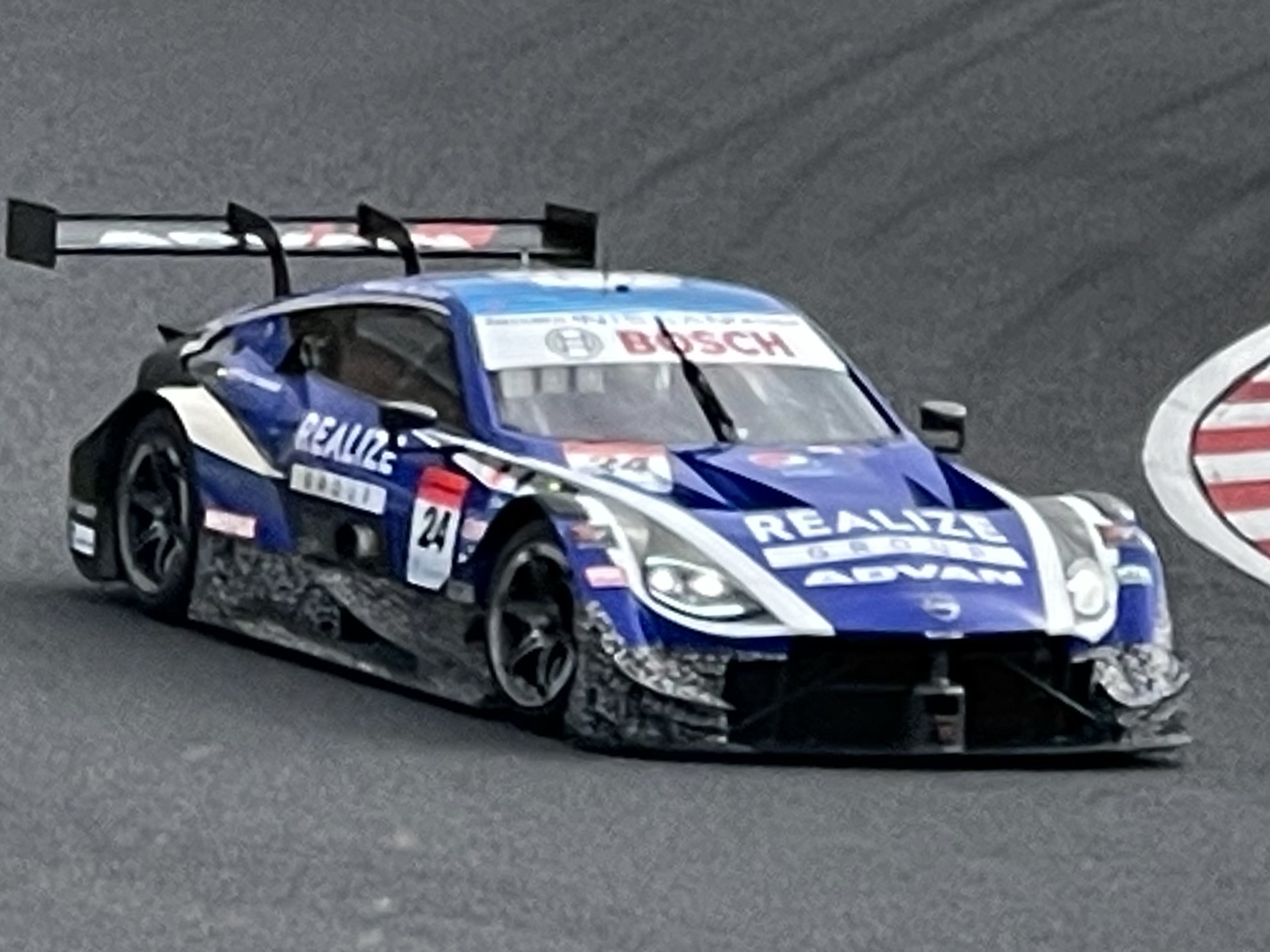
Nissan Z GT500

В грудні 2021 року Nissan продемонструвала трекову модифікацію Z GT500, виконану підрозділом Nismo, що вийде на старт вже в 2022 році і замінить собою трекову модель GT-R. Болід Nissan Z GT500 підготовлений для японської гоночної серії Super GT. Відповідно до регламенту, його укомплектують 2,0-літровим турбодвигуном, потужність якого не повинна перевищувати 650 к.с.

### Двигуни
- 3.0 VR30DDTT V6 405 к.с. 475 Нм
- 3.0 VR30DDTT V6 426 к.с. 521 Нм (Nismo)